# Marele Premiu al Australiei din 2022
Marele Premiu al Australiei din 2022 (cunoscut oficial ca Formula 1 Heineken Australian Grand Prix 2022) a fost o cursă de Formula 1 ce s-a desfășurat între 8 și 10 aprilie 2022 în Melbourne,Victoria. Cursa a fost disputată pe Circuitul Albert Park, fiind a treia rundă a Campionatului Mondial de Formula 1 din 2022.
Cursa a fost 85-a din istoria combinată a Marelui Premiu al Australiei, care datează de la cursa de 100 de mile din 1928, precum și a 25-a oară când evenimentul a avut loc pe circuitul Albert Park și a 36-a oară când Marele Premiu al Australiei a făcut parte din Campionatul Mondial de Formula 1. A fost primul Mare Premiu al Australiei din 2019, ediția din 2020 fiind anulată cu câteva ore înainte ca prima sesiune de antrenamente să înceapă pe fondul începutului pandemiei de COVID-19, iar ediția din 2021 a fost mai întâi amânată și ulterior anulată din cauza efectele pandemiei de COVID-19 în Australia.

## Context
În octombrie 2021, Marele Premiu a fost confirmat oficial ca a treia dintre cele douăzeci și trei de curse ale sezonului 2022 la o reuniune a Consiliului Mondial al Sporturilor cu Motor FIA la Paris. Cursa va avea loc pe circuitul de 14 viraje și 5,278 km, Circuitul Albert Park din Melbourne, pe 10 aprilie 2022.
Înainte de weekend, unul dintre cei doi directori de cursă, Eduardo Freitas, care nu a fost numit pentru acest Mare Premiu, le-a reamintit piloților că Codul Sportiv Internațional al FIA le interzice să poarte bijuterii în interiorul mașinilor, deoarece ar putea cauza probleme de siguranță, în special dacă există un incendiu atunci când piloții încearcă să iasă din mașini. Acest memento a venit după ce piloții au fost văzuți purtând bijuterii mai des în ultimele weekenduri de Mari Premii. Potențialele încălcări ale regulilor în acest sens ar putea duce la amenzi.

### Reamenajarea circuitului
Circuitul a suferit mai multe revizuiri în lunile dinaintea Marelui Premiu, care au fost descrise ca fiind cele mai semnificative modificări de la Marele Premiu al Australiei din 1996. Mai mulți piloți au fost consultați cu privire la modificările planificate. Virajele 9 și 10 au fost complet reproiectate; unde au format o șicană dreapta-stânga cu o zonă de frânare grea la apropiere, reproiectarea le-a văzut devenind o combinație dreapta-stânga mult mai rapidă. Acest lucru a fost făcut pentru a crește viteza de apropiere pentru virajele 11 și 12. Mai multe alte viraje au fost reprofilate pentru a încuraja depășirile, în special virajul 13, care a fost lărgit pentru a crea linii de curse suplimentare. De asemenea, a fost adăugată cambra pozitivă pentru a le permite piloților să poarte mai multă viteză în viraj. Linia dreaptă principală și linia boxelor au fost, de asemenea, reproiectate, peretele liniei boxelor fiind mutat cu doi metri mai aproape de circuit, astfel încât marginea circuitului să se așeze direct lângă perete.
Schimbarea liniei boxelor a fost făcută ca răspuns la accidentul din turul de deschidere al lui Daniel Ricciardo din 2019; Ricciardo a plecat la start, trecând pe marginea ierboasă și lovind un canal nevăzut, care i-a distrus aripa din față și suportul mașinii, forțându-l să se retragă. Ca urmare a modificărilor, organizatorii cursei au solicitat FIA să mărească limita de viteză pe linia boxelor de la 60 km/h la 80 km/h. O astfel de schimbare ar fi semnificativă, deoarece boxele de Formula 1 se află lângă padocul de sprijin, creând una dintre cele mai lungi linii de boxe din calendar. Aceste modificări fuseseră inițial planificate să fie făcute după cursă; cu toate acestea, amânarea a permis organizatorilor evenimentului să facă modificările înainte de cursă. Alte modificări, cum ar fi refacerea suprafeței circuitului cu un compus de asfalt conceput pentru a uza anvelopele, sunt planificate să aibă loc după cursă la timp pentru acest eveniment. O a patra zonă DRS a fost inițial adăugată la pista reproiectată, dar a fost ulterior eliminată din motive de siguranță.

### Participanți
Piloții și echipele au fost aceleași ca în lista de înscrieri în sezon, fără piloți suplimentari de rezervă pentru cursă. Sebastian Vettel de la Aston Martin, care a fost înlocuit de Nico Hülkenberg în primele două curse din cauza coronavirusului, și-a făcut debutul în sezon.

### Alegerile anvelopelor
Furnizorul de anvelope Pirelli a adus compușii de anvelope C2, C3 și C5 (desemnați ca dur, mediu și, respectiv, moale) pentru ca echipele să le folosească la eveniment. Va fi primul eveniment de la Marele Premiu al Rusiei din 2018 în care vor fi folosite anvelope neconsecutive.

### Penalizări
Alexander Albon de la Williams a primit o penalizare de trei locuri în urma unei coliziuni cu Lance Stroll de la Aston Martin în runda anterioară, Marele Premiu al Arabiei Saudite.

## Antrenamentele libere
Pentru Marele Premiu au fost programate trei sesiuni de antrenamente. Primele două au avut loc vineri, 8 aprilie, la 13:00 și 16:00, ora locală (UTC+10:00). Carlos Sainz Jr. de la Ferrari a stabilit cel mai rapid tur în prima sesiune înaintea coechipierului Charles Leclerc și a lui Sergio Pérez de la Red Bull. Leclerc a stabilit cel mai rapid tur în a doua sesiune înaintea lui Max Verstappende la Red Bull și Sainz. A treia sesiune de antrenament a avut loc pe 9 aprilie, începând cu ora 13:00, ora locală. Lando Norris a fost cel mai rapid, în fața lui Leclerc și Pérez, într-o sesiune scurtată de un accident al lui Lance Stroll.
| Poz.   | Nr. | Pilot            | Constructor          | Timpi    |
| ------ | --- | ---------------- | -------------------- | -------- |
| 1      | 55  | Carlos Sainz Jr. | Ferrari              | 1:19,806 |
| 2      | 16  | Charles Leclerc  | Ferrari              | +0,571s  |
| 3      | 11  | Sergio Pérez     | Red Bull Racing-RBPT | +0,593s  |
| Sursa: |     |                  |                      |          |

| Poz.   | Nr. | Pilot            | Constructor          | Timpi    |
| ------ | --- | ---------------- | -------------------- | -------- |
| 1      | 16  | Charles Leclerc  | Ferrari              | 1:18,978 |
| 2      | 1   | Max Verstappen   | Red Bull Racing-RBPT | +0,245s  |
| 3      | 55  | Carlos Sainz Jr. | Ferrari              | +0,398s  |
| Sursa: |     |                  |                      |          |

| Poz.   | Nr. | Pilot           | Constructor          | Timpi    |
| ------ | --- | --------------- | -------------------- | -------- |
| 1      | 4   | Lando Norris    | McLaren-Mercedes     | 1:19,117 |
| 2      | 16  | Charles Leclerc | Ferrari              | +0,132s  |
| 3      | 11  | Sergio Pérez    | Red Bull Racing-RBPT | +0,148s  |
| Sursa: |     |                 |                      |          |

## Clasament

### Calificări
Calificările au avut loc începând cu ora locală 16:00, pe 9 aprilie, și au durat o oră.
| Poz.                  | Nr. | Pilot            | Constructor                  | Timpi calificări | Timpi calificări | Timpi calificări | Grila finală |
| Poz.                  | Nr. | Pilot            | Constructor                  | Q1               | Q2               | Q3               | Grila finală |
| --------------------- | --- | ---------------- | ---------------------------- | ---------------- | ---------------- | ---------------- | ------------ |
| 1                     | 16  | Charles Leclerc  | Ferrari                      | 1:18,881         | 1:18,606         | 1:17,868         | 1            |
| 2                     | 1   | Max Verstappen   | Red Bull Racing-RBPT         | 1:18,580         | 1:18,611         | 1:18,154         | 2            |
| 3                     | 11  | Sergio Pérez     | Red Bull Racing-RBPT         | 1:18,834         | 1:18,340         | 1:18,240         | 3            |
| 4                     | 4   | Lando Norris     | McLaren-Mercedes             | 1:19,280         | 1:19,066         | 1:18,703         | 4            |
| 5                     | 44  | Lewis Hamilton   | Mercedes                     | 1:19,401         | 1:19,106         | 1:18,825         | 5            |
| 6                     | 63  | George Russell   | Mercedes                     | 1:19,405         | 1:19,076         | 1:18,933         | 6            |
| 7                     | 3   | Daniel Ricciardo | McLaren-Mercedes             | 1:19,665         | 1:19,130         | 1:19,032         | 7            |
| 8                     | 31  | Esteban Ocon     | Alpine-Renault               | 1:19,605         | 1:19,136         | 1:19,061         | 8            |
| 9                     | 55  | Carlos Sainz Jr. | Ferrari                      | 1:18,983         | 1:18,469         | 1:19,408         | 9            |
| 10                    | 14  | Fernando Alonso  | Alpine-Renault               | 1:19,192         | 1:18,815         | Fără timp        | 10           |
| 11                    | 10  | Pierre Gasly     | AlphaTauri-RBPT              | 1:19,580         | 1:19,226         | N/A              | 11           |
| 12                    | 77  | Valtteri Bottas  | Alfa Romeo-Ferrari           | 1:19,251         | 1:19,410         | N/A              | 12           |
| 13                    | 22  | Yuki Tsunoda     | AlphaTauri-RBPT              | 1:19,742         | 1:19,424         | N/A              | 13           |
| 14                    | 24  | Zhou Guanyu      | Alfa Romeo-Ferrari           | 1:19,910         | 1:20,155         | N/A              | 14           |
| 15                    | 47  | Mick Schumacher  | Haas-Ferrari                 | 1:20,104         | 1:20,465         | N/A              | 15           |
| 16                    | 20  | Kevin Magnussen  | Haas-Ferrari                 | 1:20,254         | N/A              | N/A              | 16           |
| 17                    | 5   | Sebastian Vettel | Aston Martin Aramco-Mercedes | 1:21,149         | N/A              | N/A              | 17           |
| 18                    | 6   | Nicholas Latifi  | Williams-Mercedes            | 1:21,372         | N/A              | N/A              | 18           |
| DSC                   | 23  | Alexander Albon  | Williams-Mercedes            | 1:20,135         | N/A              | N/A              | 20           |
| Regula 107%: 1:24,080 |     |                  |                              |                  |                  |                  |              |
| —                     | 18  | Lance Stroll     | Aston Martin Aramco-Mercedes | Fără timp        | N/A              | N/A              | 19           |
| Sursa:                |     |                  |                              |                  |                  |                  |              |

Note
- ^1 – Alexander Albon a primit o penalizare de 3 locuri pe grila de start pentru cauzarea unei coliziuni în runda precedentă. De asemenea, el a fost descalificat din calificări deoarece a rămas fără combustibil pe circuit. A concurat la discreția comisarilor de cursă.[20]
- ^2 – Lance Stroll a primit o penalizare de 3 locuri pe grila de start pentru cauzarea unei coliziuni. Poziția sa de start nu a fost afectată. De asemenea, el nu a reușit să obțină vreun timp în calificări și a concurat la discreția comisarilor de cursă.[20]

### Cursa
Cursa a avut loc începând cu ora locală 15:00 pe 10 aprilie și a durat 58 de tururi.
| Poz.                                                               | Nr. | Pilot            | Constructor                  | Tururi | Timp/Retras | Puncte |
| ------------------------------------------------------------------ | --- | ---------------- | ---------------------------- | ------ | ----------- | ------ |
| 1                                                                  | 16  | Charles Leclerc  | Ferrari                      | 58     | 1:27:46,548 | 26     |
| 2                                                                  | 11  | Sergio Pérez     | Red Bull Racing-RBPT         | 58     | +20,524s    | 18     |
| 3                                                                  | 63  | George Russell   | Mercedes                     | 58     | +25,593s    | 15     |
| 4                                                                  | 44  | Lewis Hamilton   | Mercedes                     | 58     | +28,543s    | 12     |
| 5                                                                  | 4   | Lando Norris     | McLaren-Mercedes             | 58     | +53,303s    | 10     |
| 6                                                                  | 3   | Daniel Ricciardo | McLaren-Mercedes             | 58     | +53,737s    | 8      |
| 7                                                                  | 31  | Esteban Ocon     | Alpine-Renault               | 58     | +61,683s    | 6      |
| 8                                                                  | 77  | Valtteri Bottas  | Alfa Romeo-Ferrari           | 58     | +68,439s    | 4      |
| 9                                                                  | 10  | Pierre Gasly     | AlphaTauri-RBPT              | 58     | +76,221s    | 2      |
| 10                                                                 | 23  | Alexander Albon  | Williams-Mercedes            | 58     | +79,382s    | 1      |
| 11                                                                 | 24  | Zhou Guanyu      | Alfa Romeo-Ferrari           | 58     | +81,695s    |        |
| 12                                                                 | 18  | Lance Stroll     | Aston Martin Aramco-Mercedes | 58     | +88,598s    |        |
| 13                                                                 | 47  | Mick Schumacher  | Haas-Ferrari                 | 57     | +1 tur      |        |
| 14                                                                 | 20  | Kevin Magnussen  | Haas-Ferrari                 | 57     | +1 tur      |        |
| 15                                                                 | 22  | Yuki Tsunoda     | AlphaTauri-RBPT              | 57     | +1 tur      |        |
| 16                                                                 | 6   | Nicholas Latifi  | Williams-Mercedes            | 57     | +1 tur      |        |
| 17                                                                 | 14  | Fernando Alonso  | Alpine-Renault               | 57     | +1 tur      |        |
| Ab                                                                 | 1   | Max Verstappen   | Red Bull Racing-RBPT         | 38     | Motor       |        |
| Ab                                                                 | 5   | Sebastian Vettel | Aston Martin Aramco-Mercedes | 22     | Accident    |        |
| Ab                                                                 | 55  | Carlos Sainz Jr. | Ferrari                      | 1      | Accident    |        |
| Cel mai rapid tur: Charles Leclerc (Ferrari) – 1:20,260 (turul 58) |     |                  |                              |        |             |        |
| Sursa:                                                             |     |                  |                              |        |             |        |

| Loc    | 1  | 2  | 3  | 4  | 5  | 6 | 7 | 8 | 9 | 10 | CMRT |
| Puncte | 25 | 18 | 15 | 12 | 10 | 8 | 6 | 4 | 2 | 1  | 1    |

Note
- ^3 – Include un punct pentru cel mai rapid tur.

## Clasament campionat după cursă
|        | Poz. | Pilot            | Pct. |
| ------ | ---- | ---------------- | ---- |
|        | 1    | Charles Leclerc  | 71   |
| 2      | 2    | George Russell   | 37   |
| 1      | 3    | Carlos Sainz Jr. | 33   |
| 3      | 4    | Sergio Pérez     | 30   |
|        | 5    | Lewis Hamilton   | 28   |
| Sursa: |      |                  |      |

|        | Poz. | Constructor          | Pct. |
| ------ | ---- | -------------------- | ---- |
|        | 1    | Ferrari              | 104  |
|        | 2    | Mercedes             | 65   |
|        | 3    | Red Bull Racing-RBPT | 55   |
| 4      | 4    | McLaren-Mercedes     | 24   |
| 1      | 5    | Alpine-Renault       | 22   |
| Sursa: |      |                      |      |

- Notă: Doar primele cinci locuri sunt prezentate în ambele clasamente.